# Stoke City Football Club
Stoke City Football Club es un club de fútbol profesional con sede en Stoke-on-Trent, Staffordshire, Inglaterra, que juega en la EFL Championship, la segunda división del fútbol inglés.
Fundado como Stoke Ramblers en 1863, el club cambió su nombre a Stoke en 1878 y luego a Stoke City en 1925 después de que Stoke-on-Trent obtuviera el estatus de ciudad. Es el segundo club de fútbol profesional más antiguo del mundo tras el Notts County, y es uno de los miembros fundadores de la Football League.
Su primer titulo se consiguió en el año 1923 al ganar la copa de la liga, cuando el equipo venció al Chelsea por 2-1. La posición más alta lograda por el equipo fue el Primer puesto puesto, en las temporadas 1923. En el que fue una de las mejores temporadas para un club individualmente haciendo 102 puntos en la liga.El Stoke jugó la final de la FA Cup 2010-11, ganando  1-0 frente al Manchester City y logró ser semifinalista en las ediciones de 1898-99, 1970-71 y 1971-72. Stoke ha competido en el fútbol europeo en 15 ocasiones  Una de las más recordadas son:en primer lugar en la temporada 1924-25(quedando fuera en octavos de final a manos del Real madrid), luego en  siendo eliminados contra el Ajax en  cuartos de final, y la más reciente fue en 2011-12, cuando llego a cuartos  competición europea ante el Barcelona de españa y tras vencer en el global 2-1 al psg de francia.
El estadio del Stoke es el bet365 Stadium, que tiene lugar para 35.573 espectadores. Antes de que se abriera el estadio en 1997, el club tenía su sede en Victoria Ground, que había sido su hogar desde 1878. El apodo del club es 'The Potters', llamado así por la industria de la cerámica en Stoke-on-Trent. Su camiseta es a rayas verticales rojas y blancas, pantalones y medias blancas. Los rivales del equipo son West Bromwich Albion, Wolverhampton Wanderers y Port Vale.

## Historia

### Formación y primeros años
Existe cierta controversia con el Nottingham Forest sobre el origen del Stoke City, luego de que tras el descenso del Notts County, anterior club más antiguo de Inglaterra en el sistema profesional del balompié en Inglaterra, se disputan el título del club más antiguo de ese país, al haberse fundado el Nottingham Forest en 1865 y el Stoke afirmando que fueron fundados en 1863, sin embargo muchos historiadores no encuentran ninguna evidencia que dicte lo que afirma este último club y que en su lugar fue fundado en 1867, correspondiendo en su lugar el título al equipo de Midlands del Este.
En 1878, el club se fusionó con el Stoke Victoria Cricket Club, y se convirtió en Stoke Football Club. Se mudaron de su terreno anterior, Sweetings Field, al terreno del Athletic Club, que pronto se conoció como Victoria Ground. Fue en esta época que el club adoptó su tradicional equipación de rayas rojas y blancas. En agosto de 1885 el club se convirtió profesional.
El Stoke fue uno de los doce miembros fundadores de la Football League cuando se introdujo en 1888. El club tuvo problemas en sus dos primeras temporadas, 1888-89 y 1889-90, terminando en el fondo en ambas ocasiones. En 1890 no pudo ser reelegido y se unió a la Football Alliance, que ganaron, y por lo tanto, volvieron a ser parte de la Football League. Stoke pasó las siguientes quince temporadas en la Primera División y alcanzó la semifinal de la FA Cup 1898-99, antes de ser relegado en 1907. Stoke se declaró en quiebra e ingresó a la Non-league Football en 1914, cuando estalló la Primera Guerra Mundial, significando que la Football League tuviera que ser suspendida por cuatro años. Durante el período de guerra, Stoke ingresó a la Lancashire League. Cuando el fútbol se reanudó en agosto de 1919, Stoke volvió a unirse a la liga.

### Victoria Ground y Stanley Matthews
El club se convirtió propietario del Victoria Ground en 1919. Esto fue seguido por la construcción del stand Butler Street, que aumentó la capacidad del terreno a 50.000. En 1925, a Stoke-on-Trent se le otorgó el estatus de ciudad y esto llevó al club a cambiar su nombre por el actual: Stoke City Football Club.
La década de 1930 vio el debut del jugador más famoso del club, Stanley Matthews. Matthews, que creció en Hanley, era juvenil del club e hizo su primera aparición en marzo de 1932, contra el Bury, a los 17 años. Para el final de la década, Matthews se convirtió en jugador de la Selección inglesa y como uno de los mejores futbolistas de su generación. Stoke logró el ascenso de la Segunda División en la temporada 1932-33, sin embargo Matthews solo apareció en quince juegos en esta temporada. Sin embargo, marcó su primer gol para el club en una victoria 3-1 ante el Port Vale.
En 1934, la asistencia promedio del club aumentó a 23.000, lo que a su vez le permitió al club darle al gerente Tom Mather mayores fondos de transferencia. El club ahora se consideraba uno de los mejores equipos del país. Fue en este período que el club registró su victoria récord de la liga, una victoria de 10-3 sobre el West Bromwich Albion en febrero de 1937. En abril de ese año, el club logró la multitud récord de la liga: 51.373 frente al Arsenal. Los 33 goles en liga de Freddie Steele en la temporada 1936-37 siguen siendo un récord para el club.

### Desafío de título y declive en liga
Tras la reanudación de la FA Cup después de la Segunda Guerra Mundial, la tragedia se produjo el 9 de marzo de 1946, cuando 33 fanáticos murieron y 520 resultaron heridos durante la sexta ronda, cuando el Stoke City se enfrentó al Bolton Wanderers. Esto se conoció como el desastre del Parque Burnden. En la temporada 1946-47 el Stoke montó un serio desafío al título. El club necesitaba una victoria en su último partido de la temporada para ganar el título de Primera División. Sin embargo, una derrota por 2-1 frente al Sheffield United significó que el título terminó a manos del Liverpool. Stanley Matthews se fue del equipo 3 partidos antes de acabar la temporada, ya que había decidido formar parte del Blackpool a los 32 años.
El Stoke descendió en la temporada 1952-53; durante la temporada, Bob McGrory renunció como gerente del club después de 17 años en el puesto. El exdefensa del Wolverhampton Wanderers, Frank Taylor, se hizo cargo del club buscando obtener el regreso a la Primera División. Sin embargo, después de siete temporadas en la Segunda División sin ascender, Taylor fue despedido. Taylor se sorprendió con su despido y juró nunca estar ligado a una asociación de fútbol.

## Uniforme
La marca del uniforme es Macron.
- Primera equipación: Camiseta a rayas rojas y blancas, pantalón blanco, medias blancas.
- Segunda equipación : Camiseta azul marino con detalles en las mangas amarillos, pantalones y medias azul marino.

### Variaciones

#### Local
| 2010-11 | 2011-12 | 2012-13 | 2013-14 | 2014-15 | 2015-16 | 2016-17 |
| 2017-18 | 2018-19 | 2019-20 | 2020-21 | 2021-22 |         |         |

#### Visita
| 2010-11 | 2011-12 | 2012-13 | 2013-14 | 2014-15 | 2015-16 | 2016-17 |
| 2017-18 | 2018-19 | 2019-20 | 2020-21 | 2021-22 |         |         |

## Palmarés

### Torneos nacionales
- Premier League/primera división (8)
- 1923/24 1925/26 1933/34 1938/39 1940/41 1945/46 1948/49 1955/56.
- Football Alliance (4): 1890/91 1895/96 1900/01 1905/06
- Birmingham & District League (1): 1910/11.
- Southern League: Division Two (2): 1909/10; 1914/15.

### Copas nacionales
- Copa de la Liga (1): 1971/1972.
- Football League Trophy (2): 1991/1992; 1999/2000.
- Watney Cup (1): 1973.